# Stopses
Stopses ist eine Hofschaft im Norden der bergischen Großstadt Wuppertal.

## Lage und Beschreibung
Die Hofschaft liegt im Nordosten des Wohnquartiers Dönberg im Stadtbezirk Uellendahl-Katernberg auf einer Höhe von 212 m ü. NHN oberhalb des Deilbachs nahe der Stadtgrenze zu Velbert, Hattingen und Sprockhövel. 
Benachbarte Orte sind neben Dönberg das unmittelbar benachbarte Krusen, mit dem es einen geschlossenen Siedlungsbereich bildet, und die Wohnplätze und Hofschaften Brüggen, Am neuen Krusen, Franzdelle, Vorm Dönberg, Wollbruchsmühle und das abgegangene Wollbruchsdelle, sowie die Hattinger Ortschaften Beek und Dunk. 
Der Wuppertaler Rundweg führt an Stopses vorbei.

## Geschichte
Stopses besteht aus den zwei Einzelhöfen Oben am Stops und Unten am Stops.
Im 19. Jahrhundert gehörten Stopses zu der Bauerschaft Nordrath in der Bürgermeisterei Hardenberg, die 1935 in Neviges umbenannt wurde. Damit gehörte es von 1816 bis 1861 zum Kreis Elberfeld und ab 1861 zum alten Kreis Mettmann. Durch die nordrhein-westfälische Gebietsreform kam Neviges mit Beginn des Jahres 1975 zur Stadt Velbert und Stopses wurde mit benachbarten Dönberger Ortschaften in Wuppertal eingemeindet.
Im Gemeindelexikon für die Provinz Rheinland von 1888 werden zwei Wohnhäuser mit 17 Einwohnern angegeben.